# Nuncia paucispinosa
Nuncia paucispinosa is een hooiwagen uit de familie Triaenonychidae.